# 長崎海星高校いじめ自殺事件
長崎海星高校いじめ自殺事件（ながさきかいせいこうこういじめじさつじけん）は、2017年に長崎市で起きた海星高等学校に通う生徒のいじめを苦に自殺した事件。

## 概要
2017年（平成29年）4月20日、自殺することとなる生徒は学校から帰宅後に外出。夜になっても戻らないため家族は長崎署に行方不明届けを出す。翌4月21日に長崎市内の公園で首を吊って自殺しているのが発見された。自殺現場にはいじめがあったような遺書が残されていた。自宅には、この生徒が書いた手記が残されており、空腹時のおなかの音をけなされたと書かれていた。この生徒は海星中学校を卒業しており、中学校3年の時から、おなかがなる音をけなされていた。
自殺から1週間後に当時の教頭は、遺族には自殺ではなかったとの偽装を持ちかける。その時のマスコミは海星高校で自殺があったと気付いていなかったため、突然死ということにできるし転校したということにもできると提案した。この提案から1週間後に、新たに加害者の実名が書かれたいじめの被害を訴える手記が発見される。このことから遺族は第三者委員会の設置を要望して設置される。
遺族は教職員らと20回にわたり面会して再発防止策を講じるように求めた。遺族は自殺を公表するように頼むと、学校側は後追い自殺が出ることになることと、自殺した生徒はこれを望んでいないと思うとして拒否した。その時の教頭はいじめがあったと認めた。だが自殺した生徒のクラスでは何の話し合いも行わず、加害者には何の指導もしなかった。自殺から1年が経っても、担任も学年主任も加害者の名前すら知らない状態であった。
海星高校はカトリック教会のマリア会のキリスト教主義学校であり、理事長をはじめ幹部は遺族に「追悼のために祈った」「ミサを捧げた」と強調した。母親はこれに対し「こんなことは頼んでいないし、これよりも現実に目を向けてほしかった。学校側は被害者は天国に行って一件落着としている、神様はそんなに便利な存在なのか」と述べた。父親は「海星高校は校訓に愛を掲げているが、学校側はこの意味を本当に理解しているのか、実際の行動はこれとは真逆である」と述べた。
2018年11月には第三者委員会は、いじめが主要因で自殺したと認定した。2022年11月には『いじめの聖域 キリスト教学校の闇に挑んだ両親の全記録』が出版された。